# Joseph C. McDonough

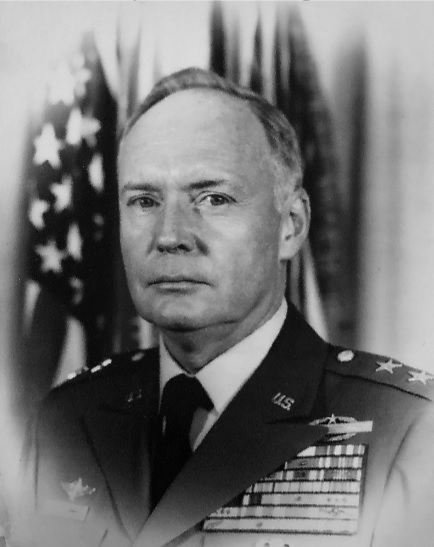
Joseph C. McDonough (1970)

Joseph Corbett McDonough  (* 30. September 1924 in New York City; † 22. Juni 2005 in Leesburg, Loudoun County, Virginia) war ein Generalmajor der United States Army. Er war unter anderem Kommandeur der 8. Infanteriedivision und kommandierender General des amerikanischen Sektors von Berlin.
Im Jahr 1945 absolvierte er die United States Military Academy in West Point. Nach seiner Graduation wurde er als Leutnant der Infanterie zugeteilt. In der Armee durchlief er anschließend alle Offiziersränge vom Leutnant bis zum Zwei-Sterne-General.
Im Lauf seiner militärischen Karriere absolvierte McDonough verschiedene Kurse und Schulungen. Dazu gehörten unter anderem der Basic Army Infantry Course, der Advanced Army Infantry Course, eine Fallschirmjäger-Ausbildung, das Command and General Staff College, das britische Staff College Camberley und das United States Army War College.
Im Verlauf seiner militärischen Karriere absolvierte er den für Offiziere in den jeweiligen Rangstufen üblichen Dienst in verschiedenen Einheiten und Standorten. Dazu gehörten auch Aufgaben als Stabsoffizier in verschiedenen Hauptquartieren. Dabei kommandierte er Einheiten auf fast allen Ebenen bis hin zum Divisionskommandeur. In den Jahren 1952 und 1953 nahm er am Koreakrieg teil, wo er eine Kompanie von Scharfschützen des 223. Infanterieregiments kommandierte. Danach war er Stabsoffizier bei einem dort eingesetzten Bataillon.
Im weiteren Verlauf der 1950er Jahre absolvierte McDonough einige der erwähnten Schulen. Außerdem war er zwischenzeitlich Dozent an der United States Naval Academy. In den Jahren 1960 und 1961 war er in Heidelberg stationiert, wo er in der G2 Stabsabteilung für Nachrichtendienste und Sicherheit bei USAREUR tätig war. Anschließend war er Stabsoffizier und dann Kommandeur eines Bataillons der ebenfalls in Deutschland stationierten 4. Panzerdivision. Daran schlossen sich einige Aufgaben im Stab des Heeresministeriums an.
In den Jahren 1967 und 1968 war Joseph McDonough mit der 1. Kavalleriedivision im Vietnamkrieg eingesetzt. Dort kommandierte er zunächst ein Bataillon der Division und ab September 1967 eine Brigade. Dabei war er mit seiner Einheit in mehrere Gefechte verwickelt. Für seine militärischen Leistungen in Vietnam wurde er mit mehreren amerikanischen und südvietnamesischen Orden ausgezeichnet.
In den Jahren 1968 bis 1970 gehörte McDonough dem Stab der Joint Chiefs of Staff an, wo er in der J3 Abteilung für Operationen für europäische Belange arbeitete. Danach wurde er stellvertretender Leiter des National Military Command Centers. Zwischen April 1971 und Juni 1972 war er ein zweites Mal im Vietnamkrieg eingesetzt. Dort gehörte er zunächst dem Stab der 23. Infanteireidivision an, die auch unter dem Namen Americal Division bekannt wurde. Danach kommandierte er die 196. Infanteriebrigade, die der 23. Infanteriedivision unterstand und im Juni 1972 als letzte Kampfbrigade aus Vietnam abgezogen wurde. Daran schloss sich eine Versetzung zu CENTO in Ankara in der Türkei an. Dort war McDonough als Stabsoffizier und zwischenzeitlich auch als Stabschef tätig.
Zwischen Oktober 1973 und Juli 1975 war er als Nachfolger von Frederic E. Davison Kommandeur der in Bad Kreuznach stationierten 8. Infanteriedivision. Danach wurde er nach Berlin versetzt, wo er zwischen dem 11. August 1975 und dem 7. Juni 1978 Kommandant des Amerikanischen Sektors von Berlin wurde. Danach schied er aus dem aktiven Militärdienst aus.
Nach seiner Pensionierung war Joseph McDonough zwischen 1980 und 1992 Vorstandsmitglied der in New Jersey angesiedelten Firma Butler Aviation. Der mit Patricia Aaron McDonough (1925–2018) verheiratete Offizier starb am 22. Juni 2005 und wurde auf dem amerikanischen Nationalfriedhof Arlington  beigesetzt.

## Orden und Auszeichnungen
Joseph McDonough erhielt im Lauf seiner militärischen Laufbahn unter anderem folgende Auszeichnungen:
- Army Distinguished Service Medal
- Silver Star
- Legion of Merit
- Bronze Star Medal
- Distinguished Flying Cross
- Air Medal
- Army Commendation Medal
- American Campaign Medal
- Asiatic-Pacific Campaign Medal
- World War II Victory Medal
- Army of Occupation Medal
- National Defense Service Medal
- Korean Service Medal
- Vietnam Service Medal
- Philippine Independence Medal (Philippinen)
- National Order of Vietnam (Südvietnam)
- Distinguished Service Order (Südvietnam)
- Gallantry Cross (Südvietnam)
- Order of Military Merit (Südkorea)
- United Nations Service Medal Korea (UNO)
- Vietnam Campaign Medal (Südvietnam)